# ティクターリク

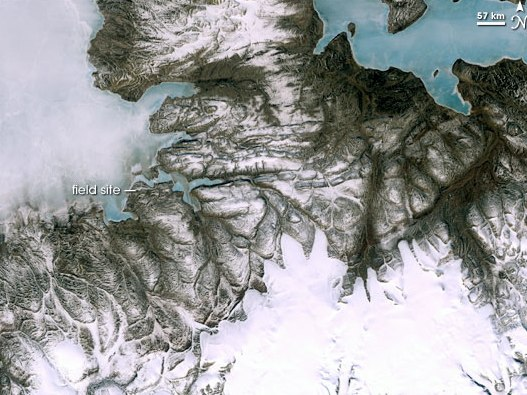
ランドサット7による発掘地点の衛星写真

ティクターリク（学名:Tiktaalik）はデボン紀後期（約3億7500万年前）に生息した絶滅肉鰭類である。ティクタアリクと表記されることも多い。
四肢動物と多くの共通点を持つ。
2004年にカナダのヌナブト準州エルズミーア島で保存状態のよい化石が3体発見された。学名は現地のイヌイットの言葉で「カワメンタイ（大きな淡水魚）」の意。
3億8000万年前のパンデリクティスのような魚類と3億6500万年前のアカントステガ（アカンソステガ）やイクチオステガのような四足動物の間を結ぶミッシングリンクであるといわれる。

## 特徴
魚類と四肢動物の中間的な特徴を持つ。時代的に先行するパンデリクティスとの違いは、四肢の関節と自由に動く首の発達である。
胸鰭は四肢動物の前肢に近い。エウステノプテロンやパンデリクティスでも鰭の中に上腕骨・橈骨・尺骨があり、肢帯と自在に動く肩関節で接合していたが、ティクターリクではそれがいっそう進歩して肘関節と手首関節がある。なお、化石が発見された時期の状態では鰭の先に指はなく、陸上を自由に歩くまではできなかったようだが、これによって水底にちょうどいい角度で鰭の先端をつけ、体重を支え、推進力を伝達することができた。また胸筋も発達しており、腕立て伏せのような体勢で水の外に体を引き上げることもできたらしい。
肋骨は四肢動物のように発達しており、陸上の重力下で体が潰れないように支えることができた。
頭部は吻部が長く平たく眼窩が上向きで、外見上ワニに似る。魚を捕らえるのに適した細かく鋭い歯を備えていた。
目の後部にエウステノプテロンなどと同様の呼吸孔があり、肺魚のように鰓呼吸と肺呼吸を併用していたらしい。熱帯の酸素の乏しい浅水域で生息するのに有効だったと思われる。
頭骨後部の鰓孔と喉を覆う骨は縮小し、四肢動物のように首を胴体から独立させて動かせるようになっている。浅瀬で獲物を狙ったり、空気呼吸のために口を水面上に出すのに役だっただろう。
骨盤に似た腰骨には腹びれの骨の先が収まる股関節のくぼみがあり、腹びれの骨は大腿骨に似ていたという。
出土地点はデボン紀の赤道近くの河川堆積物の中である。おそらく浅い水域で生息し、短時間ならば陸上に逃れることもできる魚食動物だったのだろう。
全長は約2.7メートルあったとされる。

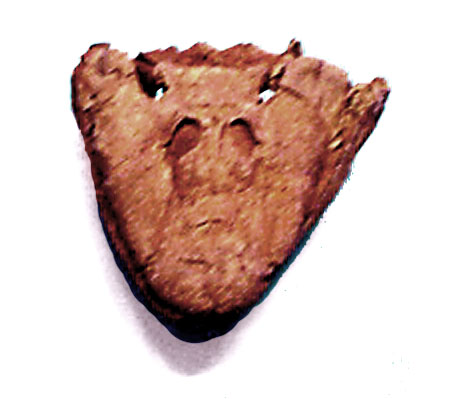
頭骨前面
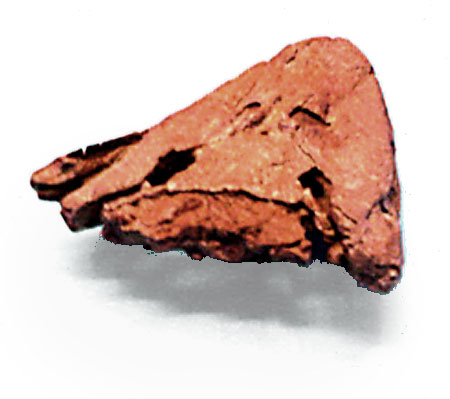
頭骨後方
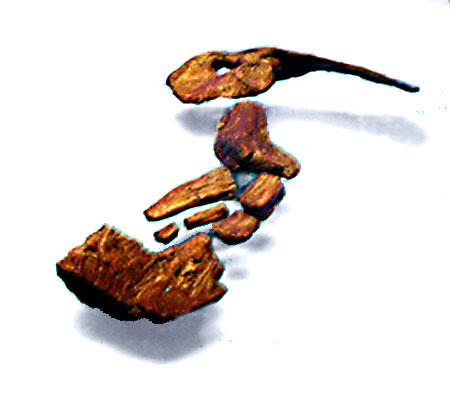
前鰭（手前が手首）
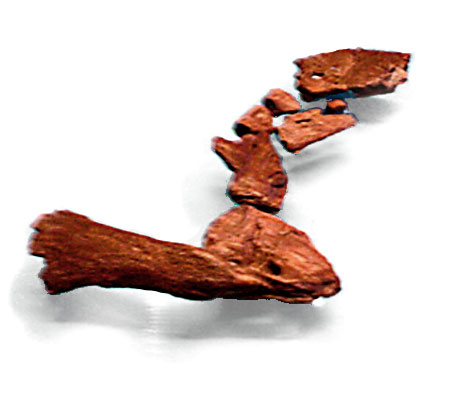
前鰭（手前が肩）